# 61404 Očenášek
61404 Očenášek è un asteroide della fascia principale. Scoperto nel 2000, presenta un'orbita caratterizzata da un semiasse maggiore pari a 2,7183723 UA e da un'eccentricità di 0,2406122, inclinata di 6,58338° rispetto all'eclittica.